# Les Petits Champions 2
Série Les Petits Champions
Les Petits Champions
(1992) Les Petits Champions 3
(1996)
Pour plus de détails, voir Fiche technique et Distribution.
Les Petits Champions 2 (D2: The Mighty Ducks) est un film américain réalisé par Sam Weisman, sorti en 1994.
Il s'agit de la suite du film Les Petits Champions et sera suivi par un troisième opus deux ans plus tard, Les Petits Champions 3.

## Synopsis
Un an après sa victoire avec les Ducks de Minneapolis-Saint Paul contre les Hawks, l'ancien avocat Gordon Bombay a rechaussé les patins et est devenu joueur des Waves du Minnesota, en ligue mineure. Mais une blessure au genou l'empêche de jouer à nouveau. Il a alors l'opportunité d'entraîner l'équipe américaine junior pour les Goodwill Games de Los Angeles. Il décide donc de reformer les Ducks auxquels viennent s'ajouter des nouveaux des quatre coins du pays. Gordon est alors très sollicité par les médias et son sponsor Hendrix, quitte à délaisser ses propres joueurs. Il va falloir que toute l'équipe soit opérationnelle pour affronter la terrible équipe islandaise.

## Fiche technique
Sauf indication contraire, les informations mentionnées dans cette section peuvent être confirmées par les bases de données cinématographiques IMDb et Allociné,  présentes dans la section « Liens externes ».
- Titre original : D2: The Mighty Ducks
- Titre français : Les Petits Champions 2
- Titre québécois : D2: Les mighty ducks - jeu de puissance (parfois Jeu de puissance 2)
- Réalisation : Sam Weisman
- Scénario : Steven Brill, d'après les personnages créés par Steven Brill
- Musique : J. A. C. Redford
- Direction artistique : Dawn Snyder
- Décors : Gary Frutkoff
- Costumes : Grania Preston
- Photographie : Mark Irwin
- Son : David E. Campbell, John T. Reitz, Gregg Rudloff, Robert L. Sephton, Charles Ewing Smith
- Montage : John F. Link et Eric A. Sears
- Production : Jon Avnet et Jordan Kerner
  - Production déléguée : Doug Claybourne
  - Coproduction : Steven Brill et Salli Newman
- Sociétés de production : Avnet/Kerner Productions, Patagonik Film Group[1] et Ovideo TV, S.A.[1], présenté par Walt Disney Pictures
- Société de distribution : Buena Vista Pictures (États-Unis)
- Budget : n/a
- Pays de production :  États-Unis
- Langues originales : anglais, Islandais
- Format : couleur (Technicolor) — 35 mm — 1,85:1 (Panavision) — son Dolby Digital
- Genre : comédie, drame, sport (Hockey sur glace)
- Durée : 106 minutes
- Dates de sortie[2] :
  - États-Unis : 25 mars 1994
  - France : 1996 (directement en vidéo)[3]
- Classification :
  - États-Unis : des scènes peuvent heurter les enfants - accord parental souhaitable (PG - Parental Guidance Suggested)[N 1]
  - France : tous publics

## Distribution
- Emilio Estevez (VF : Serge Faliu ; VQ : Sébastien Dhavernas) : « Coach » Gordon Bombay
- Kathryn Erbe (VQ : Geneviève de Rocray) : Michele MacKay
- Michael Tucker (VQ : Luc Durand) : Tibbles
- Jan Rubes (VQ : Aubert Pallascio) : Jan
- Carsten Norgaard (VQ : Alain Zouvi) : l'entraineur islandais Wolf Stansson
- Joshua Jackson (VQ : Inti Chauveau) : Charlie Conway
- Elden Henson (VQ : Olivier Visentin) : Fulton Reed
- Shaun Weiss : Greg Goldberg
- Matt Doherty : Lester Averman
- Brandon Quintin Adams : Jesse Hall
- Marguerite Moreau (VF : Aurélia Dausse )(VQ : Émilie Durand) : Connie Moreau
- Aaron Lohr (VQ : Olivier Fontaine) : Dean Portman
- María Ellingsen (VQ : Anne Bédard) : Marria
- Vincent Larusso : Adam Banks
- Garette Ratliff Henson : Guy Germaine
- Colombe Jacobsen-Derstine : Julie « The Cat » Gaffney (Le chat en VQ, « La Tigresse » en VF)
- Kenan Thompson (VQ : Sébastien Thouny) : Russ Tyler
- Ty O'Neal : Dwayne Robertson
- Mike Vitar : Luis Mendoza
- Justin Wong : Ken Wu
- Vicellous Shannon : James
- Brock Pierce : Gordon Bombay, jeune
- Nancy Stephens : une journalise au Coliseum
- Michael Emrick et Darren Pang : des commentateurs

Caméos
- Kareem Abdul-Jabbar
- Luc Robitaille
- Cam Neely
- Chris Chelios
- Wayne Gretzky
- Kristi Yamaguchi
- Greg Louganis

Sources et légende: Version française (VF) sur RS Doublage, Version québécoise (VQ) sur Doublage Québec

## Sorties cinéma
Sauf mention contraire, les informations suivantes sont issues de l'IMDb
- États-Unis : 25 mars 1994
- Australie : 30 juin 1994
- Brésil : 1er juillet 1994
- Espagne : 22 juillet 1994
- Finlande : 23 septembre 1994
- Suède : 21 octobre 1994
- Argentine : 22 décembre 1994
- Royaume-Uni : 23 décembre 1994
- Irlande : 23 décembre 1994
- Canada : 6 mars 1995
- Russie : 13 juillet 1995
- Japon : 26 août 1995

## Sorties vidéos
Sauf mention contraire, les informations suivantes sont issues de l'IMDb
- Hongrie : 24 août 1995
- Allemagne : 26 octobre 1995
- Grèce : 29 décembre 1995
- Mexique : 3 septembre 2002 (DVD)
- France : 1996 (directement en VHS)
- France : 6 août 2003 (DVD)[6]
- France : 24 mars 2020 (VOD sur Disney+)[7]

## Production
Le tournage a lieu de juillet à septembre 1993. Il se déroule dans le Minnesota : Minneapolis, le Camp Snoopy du Mall of America de Bloomington, Saint Paul. Il a également lieu en Californie, notamment à Los Angeles (Los Angeles Memorial Coliseum, North Hills, etc.), Burbank, Beverly Hills, ainsi qu'à Anaheim et la Arrowhead Pond of Anaheim, la salle abritant les matchs des Mighty Ducks d'Anaheim, l'équipe créée en 1993 après le premier film.

## Bande originale
Comme dans le premier film, on peut entendre les deux chansons de Queen, We Will Rock You et We Are the Champions.
Liste des titres
1. Queen – "We Will Rock You"
2. Poorboys – You Ain't Seen Nothin' Yet (reprise de Bachman-Turner Overdrive)
3. Gary Glitter – Rock and Roll
4. Martha Wash – Mr. Big Stuff
5. David Newman – Mighty Ducks Suite
6. Tag Team – Whoomp! (There It Is)
7. The Troggs – Wild Thing
8. Gear Daddies – Zamboni
9. Queen – We Are the Champions
10. John Bisaha – Rock the Pond

## Accueil
Comme son prédécesseur, le film reçoit des critiques plutôt négatives. Sur l'agrégateur américain Rotten Tomatoes, il n'obtient que 20% d'avis favorables pour 15 critiques.
Côté box-office, le film rapporte 45 610 410 $ aux États-Unis

## Série de films et séries télévisées
- Les Petits Champions (The Mighty Ducks, 1992)
- Les Petits Champions 2 (D2: The Mighty Ducks, 1994)
- Les Petits Champions 3 (D3: The Mighty Ducks, 1996)
- Mighty Ducks (1996-1997, animation)
- Les Petits Champions : Game Changers (2021, prises de vues réelles)